# Tertulia (spotkanie)

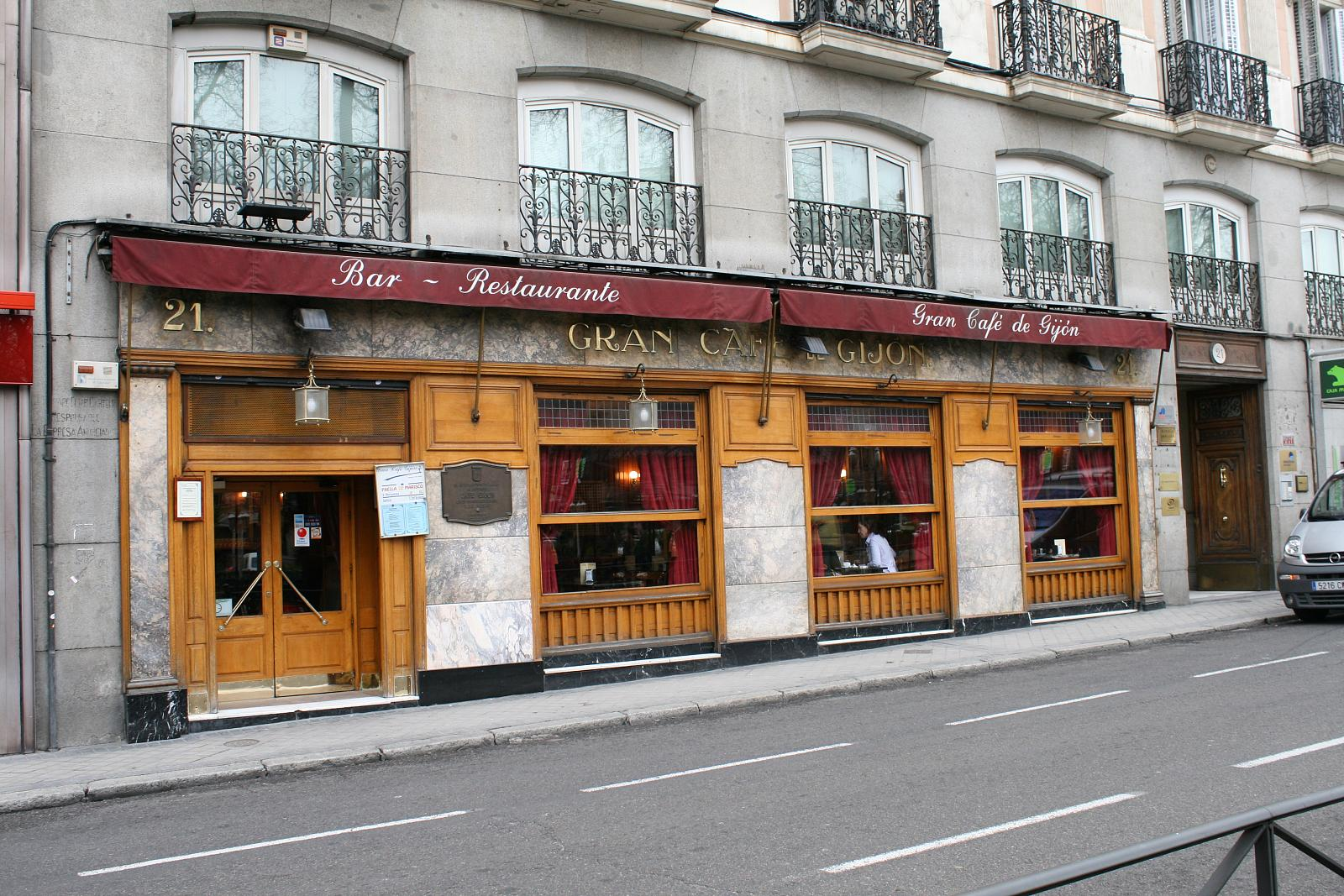
Drewniana fasada madryckiego Café Gijón, znanego ze słynnych tertulii okresu powojennego

Tertulia – to spotkanie zwykle o charakterze kulturalnym czy artystycznym. Pojęcie rozpowszechnione szczególnie na Półwyspie Iberyjskim oraz w Ameryce Łacińskiej. Słowo tertulia pochodzi z języka hiszpańskiego. 
Pojęcie podobne do salonu literackiego, ale typowa tertulia odbywała się w miejscach publicznych jak bary czy prywatne salony. Na tertuliach kulturalnych uczestnicy mogą wymieniać swoje spostrzeżenia i opinie na temat poezji, opowiadań czy utworów muzycznych. 
Tertulia może także odbywać się w gronie szerszej rodziny w salonie domowym. 
Niemiecki Stammtisch obejmuje także zwykłe spotkania i gry.